# Forschungsgemeinschaft 20. Juli
Die Forschungsgemeinschaft 20. Juli 1944 e. V. ist eine historische Fachgesellschaft, die wissenschaftliche Projekte zur Geschichte des Widerstands gegen den Nationalsozialismus unterstützt und in der Öffentlichkeit deren Ergebnisse vermittelt.

## Gründung und Aufgaben
Die Forschungsgemeinschaft 20. Juli 1944 wurde am 20. Juli 1973 von Mitgliedern der Stiftung 20. Juli 1944 gegründet. Bis heute steht die Forschungsgemeinschaft der Stiftung 20. Juli 1944 sehr nahe. Beide Organisationen verbindet eine enge Zusammenarbeit. Die Forschungsgemeinschaft widmet sich der Erforschung der Geschichte des Widerstands gegen den Nationalsozialismus in Deutschland und in den ehemals von dem NS-Regime besetzten europäischen Ländern, um dessen Bedeutung in der öffentlichen Erinnerungskultur wachzuhalten. Sie vergibt Forschungsaufträge und fördert die Herausgabe von Forschungsergebnissen und sonstigen Publikationen.

## Aktivitäten
Die Forschungsgemeinschaft wird von einem Kreis von mehr als 200 Mitgliedern getragen. Darunter sind viele Hinterbliebene von Widerstandskämpfern gegen das NS-Regime sowie teils prominente Wissenschaftler und Vertreter des öffentlichen und politischen Lebens. Die Forschungsgemeinschaft ist jedoch auch aufgeschlossen für politisch und gesellschaftlich Interessierte, die keinen familiären oder sonstigen direkten Bezug zum Widerstand gegen den Nationalsozialismus haben. Die Forschungsgemeinschaft gibt eine Schriftenreihe heraus, in der Monografien und Tagungsbände erscheinen. Außerdem führt sie regelmäßig Vorträge, Tagungen, Kolloquien und ähnliche Veranstaltungen durch. Besondere Bedeutung hat die alljährlich stattfindende Königswinterer Tagung, in deren Rahmen Wissenschaftler aktuelle Forschungsergebnisse zur Geschichte des Widerstandes gegen das NS-Regime präsentieren.

## Vorstand
Vorsitzender des Vorstands ist Friedrich von Jagow, als sein erster Stellvertreter fungiert der Bonner Zeithistoriker Joachim Scholtyseck.